# Auguste Ledru

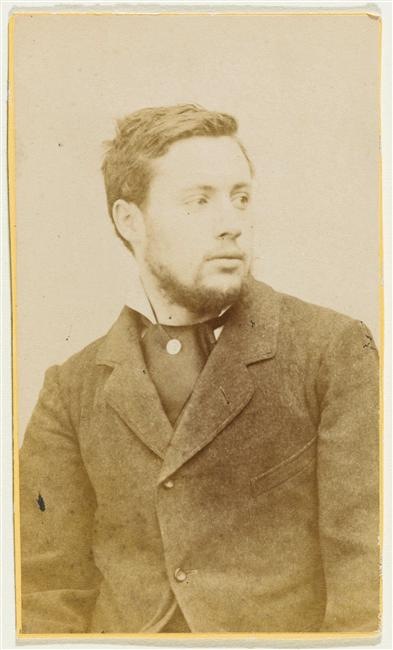
Auguste Ledru

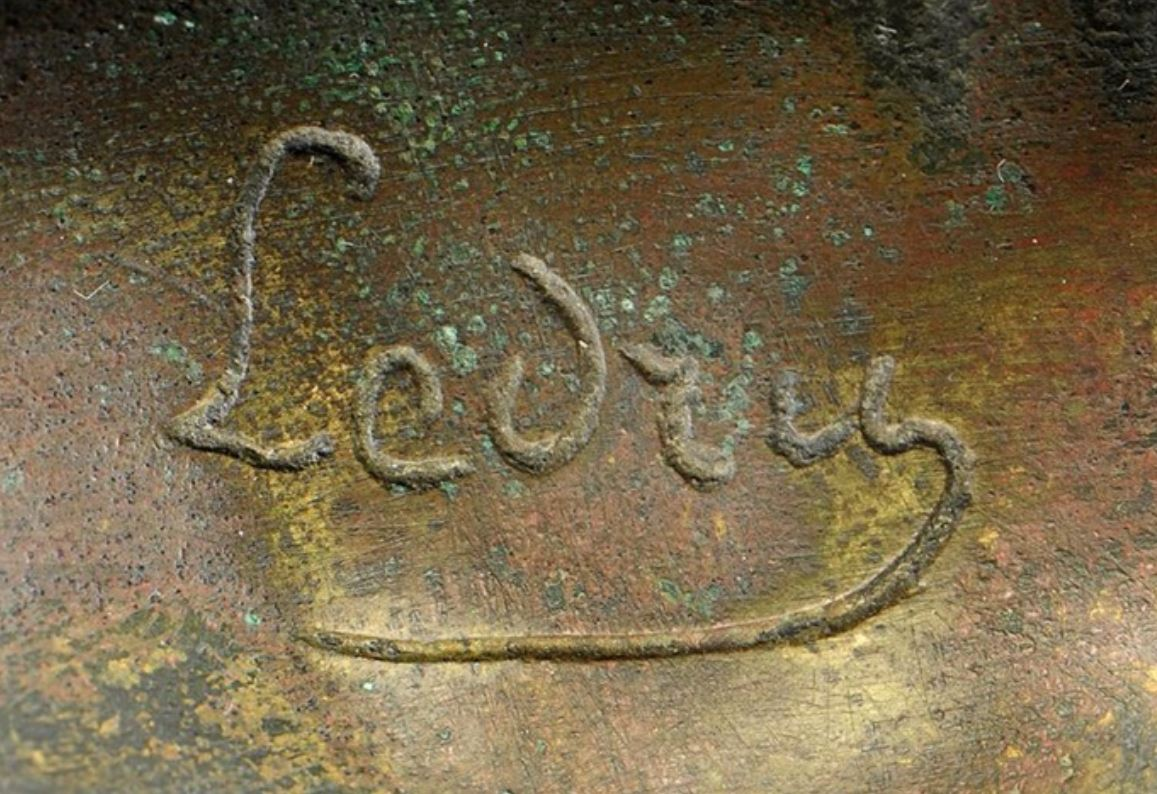
Auguste Ledrus Signatur

Auguste Ledru (* 24. September 1860 in Paris; † 5. November 1902 ebenda) war ein französischer Bildhauer.

## Leben
Auguste Ledru studierte an der École des Beaux-Arts bei Auguste Jean, Jean-Marie Bonnassieux, Émile-André Boisseau und Thomas. Er war mit Auguste Rodin befreundet.
Obwohl er als Bildhauer für Statuen ausgebildet war, erstellte er bevorzugt Dekorative Kunst im Jugendstil mit kleineren Figuren, die oft sinnliche Nymphenakte abbildeten. Diese kombinierte er oft mit natürlichen Objekten wie Muscheln oder anderen Meerestieren. Zu seinen Arbeiten gehören Vasen, Kelche, Dinner-Services sowie ornamentale Brunnen.
Von 1883 stellte er auf den Salons der Société des Artistes Français aus, wo er 1892 ein mention honorable erhielt. Auf der Weltausstellung Paris 1900 wurde er mit einer Bronzemedaille ausgezeichnet. In Auvers-sur-Oise unterhielt Ledru eine Werkstatt.
Die Bildgießerei Susse Frères stellte von etwa vierzig seiner Entwürfe Abgüsse aus Bronze, Silber und Zinn her. Andere seiner Arbeiten wurden von dem Éditeur d’art (Kunstverleger) Arthur Goldscheider vertrieben.
Ledrus Tochter Augustine-Alice Ledru heiratete 1902 den Glaskünstler René Lalique und war Mutter von Suzanne Lalique-Haviland und Marc Lalique.

## Werke (Auswahl)
- La Proie, 1900
- Une femme nue allongée sur la lune, 1900
- Verseuse, 1900
- Coquille Galliéra
- Femme dans les vagues
- Femme et poisson
- Bougeoir
- Femme nue assise aux chardons, 1900
- Ombelles du caucase et roses fanées
- Présentoir à deux plateaux